# Bistum Impfondo
Die Bistum Impfondo (lateinisch Dioecesis Impfondensis, französisch Diocèse d’Impfondo) ist eine in der Republik Kongo gelegenes römisch-katholische Bistum mit Sitz in Impfondo. Sie umfasst das Departement Likouala.

## Geschichte
Papst Johannes Paul II. gründete die Apostolische Präfektur Likouala mit der Apostolischen Konstitution De universa catholica am 30. Oktober 2000 aus Gebietsabtretungen des Bistums Ouesso.
Am 11. Februar 2011 wurde sie zum Bistum erhoben und nahm den Namen Impfondo an. Erster Diözesanbischof war bis Dezember 2019 Jean Gardin CSSp.
Am 30. Mai 2020 unterstellte Papst Franziskus das Bistum Impfondo dem Erzbistum Owando als Suffragan.

## Statistik
| Jahr | Bevölkerung | Bevölkerung | Bevölkerung | Priester     | Priester         | Priester       | Priester               | Ständige Diakone | Ordensleute  | Ordensleute      | Pfarreien |
| Jahr | Katholiken  | Einwohner   | %           | Gesamtanzahl | Diözesanpriester | Ordenspriester | Katholiken je Priester | Ständige Diakone | Ordensbrüder | Ordensschwestern | Pfarreien |
| ---- | ----------- | ----------- | ----------- | ------------ | ---------------- | -------------- | ---------------------- | ---------------- | ------------ | ---------------- | --------- |
| 2000 | 21.000      | 72.000      | 29,2        | 9            | 3                | 6              | 2.333                  |                  | 6            | 2                | 6         |
| 2001 | 21.000      | 72.000      | 29,2        | 7            | 3                | 4              | 3.000                  |                  | 5            | 8                | 6         |
| 2002 | 20.000      | 75.000      | 26,7        | 9            | 5                | 4              | 2.222                  |                  | 5            | 9                | 6         |
| 2003 | 55.000      | 195.000     | 28,2        | 8            | 4                | 4              | 6.875                  |                  | 6            | 12               | 6         |
| 2004 | 50.000      | 175.000     | 28,6        | 8            | 4                | 4              | 6.250                  |                  | 4            | 12               | 6         |
| 2010 | 75.000      | 255.000     | 29,4        | 14           | 9                | 5              | 5.357                  |                  | 8            | 15               | 8         |
| 2012 | 78.300      | 274.000     | 28,6        | 16           | 10               | 6              | 4.893                  |                  | 9            | 15               | 9         |
| 2013 | 80.200      | 281.000     | 28,5        | 16           | 11               | 5              | 5.012                  |                  | 5            | 15               | 9         |